# Senafé
Cet article concerne une ville de l'Érythrée. Pour le district du même nom, voir Senafe (district).
Senafe est une ville d'Érythrée, au bord du plateau d'Abyssinie dans la région du Debub, elle est la capitale du district de Senafe. Les environs de Senafe sont habités par le peuple Saho. On trouve à proximité les ruines de Matara.
Mentionnée pour la première fois en 1794, la ville se développa sous la domination italienne. Elle souffrit considérablement de la guerre d'indépendance de l'Érythrée, puis de la guerre entre l'Éthiopie et l'Érythrée qui s'ensuivit.